# Ružindol
Ružindol (in ungherese Rózsavölgy, in tedesco Rosenthal) è un comune della Slovacchia facente parte del distretto di Trnava, nella regione omonima.